# 今すぐ君に会いに行こう
「今すぐ君に会いに行こう」（いますぐきみにあいにいこう）は赤坂晃の3枚目のシングル。

## 概要
- 赤坂晃がソロとしてリリースした3枚目のシングルであり、光GENJI解散後では2枚目のシングルである。

## 収録曲
1. 今すぐ君に会いに行こう
作詞：後藤保幸　作曲：浅田直　編曲：小西貴雄
2. Out Standing
作詞：船越敬司　作曲・編曲：井上日徳
3. 今すぐ君に会いに行こう (inst.)
4. Out Standing (inst.)